# Pietro Fadda
Pietro Fadda (Pozzomaggiore, 28 giugno 1913 – 24 aprile 1991) è stato un politico italiano.